# 玛利亚广场

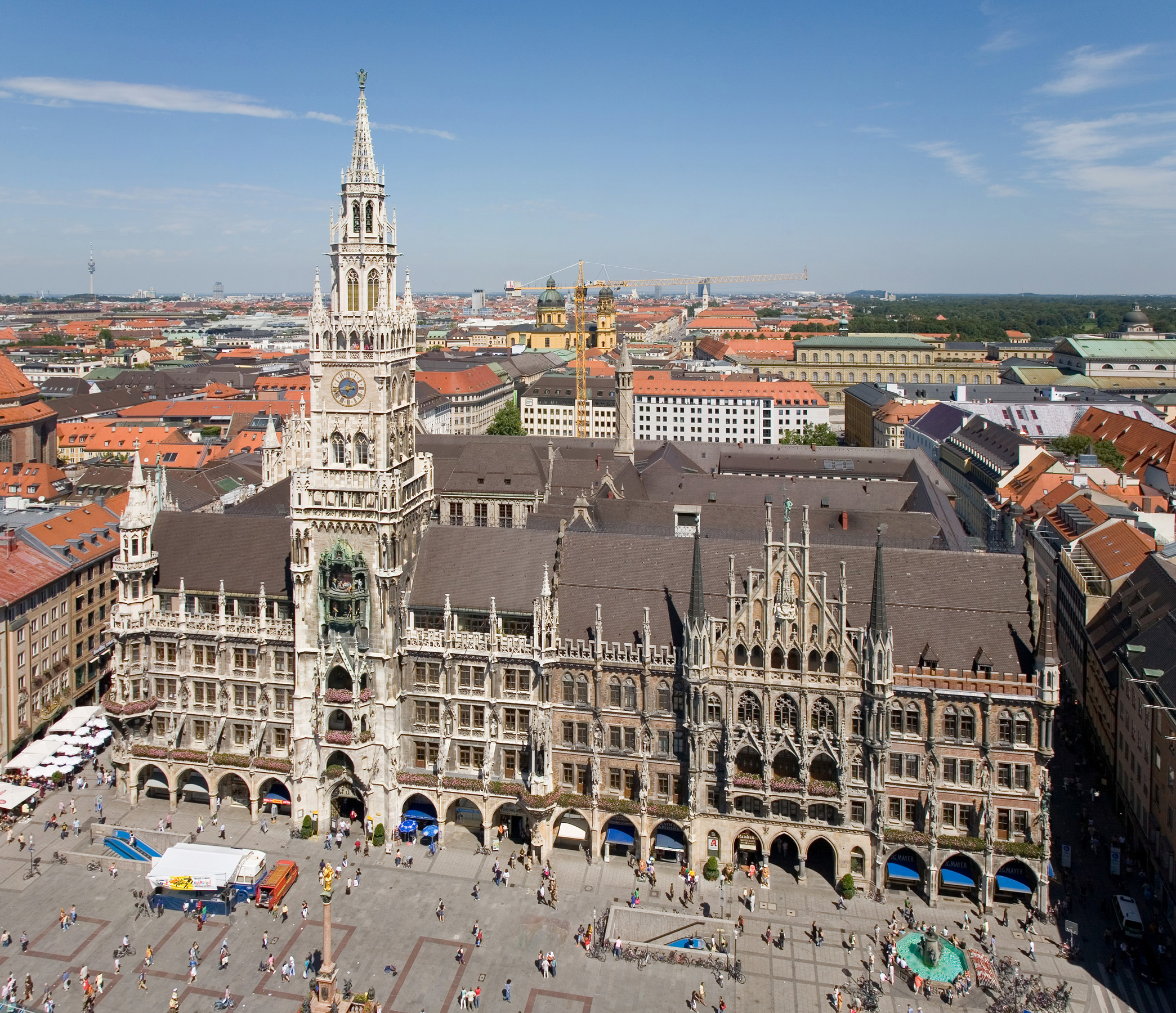
玛利亚广场和新市政厅

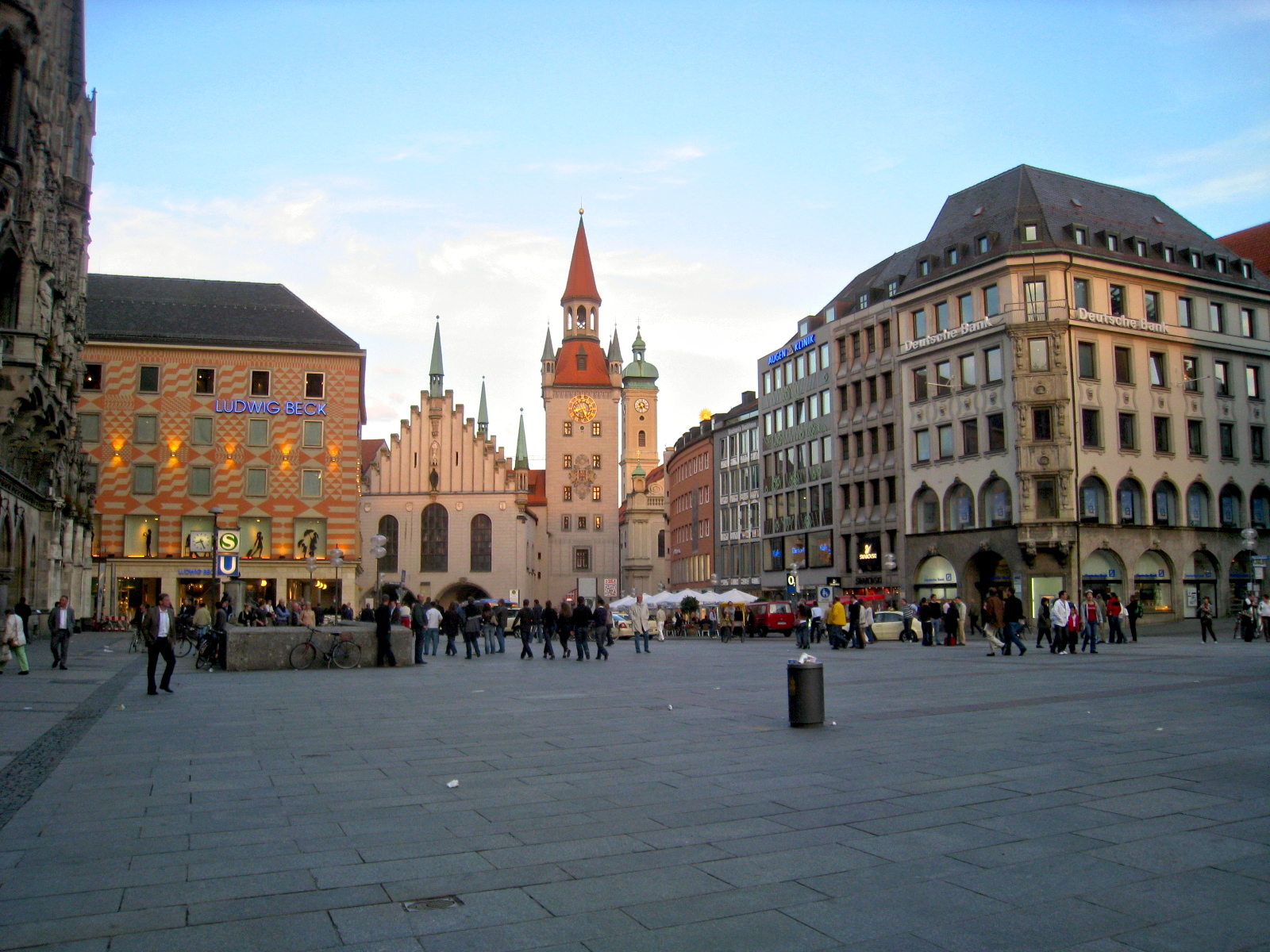
玛利亚广场旁的建築物

玛利亚广场（德语：Marienplatz）是德国慕尼黑市中心的一座广场，形成于1158年。
在中世纪，在这个广场上举行集市和锦标赛。新市政厅的钟琴就受到了这些锦标赛的启发，每年吸引数百万游客。
玛利亚广场得名于广场中间的玛利亚圆柱（Mariensäule），圆柱修建于1638年，庆祝赶走瑞典人的军事占领。圆柱基座上有四组青铜雕像，四个小天使斩杀人类憎恨的四个妖怪，狮子代表战争、蜥蜴代表瘟疫、龙代表饥饿、蛇代表无信。慕尼黑旧市政厅（Altes Rathaus）和慕尼黑新市政厅 （Neues Rathaus）都位于这个广场上。后者建于1867-1909年（二战后重建），是一座佛兰德斯哥特式建筑，其正立面的长度超过300英尺，以精美的石雕装饰、260英尺高的塔楼-和钟琴，连同附近的圣伯多禄教堂、慕尼黑圣母教堂的双塔，构成该市天际线最独特的特征之一，也将玛利亚广场列为慕尼黑十大名胜之一。
在卡尔广场与玛利亚广场之间人群密集的的步行区，开设了不少商店和餐廳。
玛利亚广场下設有慕尼黑地铁（U-Bahn）和快轨（S-Bahn）车站，构成一处重要的交通枢纽。 
這里也是啤酒館政變納粹黨和國防軍的戰場。